# توني جرافلي
أنطونيو لامار جرافلي (بالإنجليزية: Antonio Lamar Gravely؛ مواليد 28 سبتمبر 1991) هو مُقاتل فنون قتالية مختلطة أمريكي.

## وصلات خارجية
- توني جرافلي على موقع يو إف سي (الإنجليزية)
- توني جرافلي على موقع شيردوغ (الإنجليزية)